# Mats Rosseli Olsen
Mats Rosseli Olsen, født 29. april 1991 i Oslo, er en norsk ishockey spiller. Han er en spiller i Frölunda HC i SHL.
Rosseli Olsen var en del af holdet, da Frölunda HC vandt 2016. Den 27. april 2016, tre dage efter det svenske mesterskabsguld, blev han arresteret af sikkerhedsvagter efter at have stormet banen under en kamp mellem IFK Göteborg og Malmö FF. Hændelsen opstod, efter at kampen blev afbrudt, da et kanonslag blev kastet på banen.

## Klubber
- 2007-2009 Furuset IF, 1. divisjon
- 2009-2012 Vålerenga Ishockey, GET-ligaen
- 2012- Frölunda HC, SHL